# ピャナ河の戦い
ピャナ河の戦い（ピャナがわのたたかい、ロシア語: Сражение на реке Пьяне）は、1377年8月2日にシバン・ウルスのアラブ＝シャー・ハンと、イヴァン・ドミトリエヴィチ率いるヤロスラヴリ、ユーリエフ、ニジニ・ノヴゴロド、ムーロムらルーシ諸公国からなる連合軍との間で行われた戦い。
戦闘前から泥酔していたルーシ諸公国軍はアラブ＝シャーの小部隊にほぼ全滅させられ、イヴァン・ドミトリエヴィチは配下の兵とともに溺死した。ロシア語で「酔った」と訳されるピャナ河の名前は、この戦闘に由来する。この事件は、中世ロシアの年代記『ピャナの虐殺』にも記されている。

## 背景
1359年のベルディ・ベク・ハンの死後、バトゥ・ウルス（ジョチ・ウルスの右翼部）ではバトゥ家が断絶し、数十人のハンが乱立する「大紛乱（ロシア語: эамятня беликая）」時代に陥った。やがて、バトゥ・ウルスは西半分を傀儡ハンを擁立するキヤト部のママイが、サライを含む東半分をシバン家出身のハンがそれぞれ治めるようになり、両者はバトゥ・ウルスの主導権を巡って絶えず争いを続けた。一方、ジョチ・ウルスの左翼部たるオルダ・ウルスではオロス・ハンが急速に勢力を拡大し、ジョチ・ウルスを再統一すべくサライに出兵してシバン家のアラブ＝シャーを破った。
1377年、オロス・ハンに敗れたアラブ＝シャーは西方のママイの下に逃れ、ルーシ諸公国もアラブ＝シャーの存在を知った。スーズダリ・ニジニ・ノヴゴロド公ドミートリー・コンスタンチノヴィチはアラブ＝シャーの接近を知るとモスクワ大公国のドミートリー・イヴァーノヴィチ（後に「ドンスコイ」として著名になる）に援軍を要請し、ドミートリー・イヴァーノヴィチは義父（妃の父）に当たるドミートリー・コンスタンチノヴィチの要請を受けて直ちに援軍を派遣した。しかし、ノヴゴロドとモスクワの連合軍はアラブ＝シャー軍と遭遇できず、モスクワ軍は先に帰還してしまった。
一方、ノヴゴロド軍を率いるドミートリー・コンスタンチノヴィチの息子イヴァン・ドミトリエヴィチは軍隊をピャナ河に移動させ、配下のヴォイヴォダたちはアラブ＝シャーが未だドン川の支流にいることを偵知した。暑い日が続いていたため、待ち構えていたロシア兵たちはミードやビールなどの酒類を飲んで歩き回り、イヴァン・ドミトリエヴィチの部隊は地元の村で戦いが始まるのを待っている間に泥酔してしまった。

## 戦闘
ロシア軍が泥酔している頃、モルドヴァの貴族に案内されたアラブ＝シャーは予想よりも早く戦場に到着し、軍を5つの部隊に分けて攻撃を仕掛けた。8月2日、アラブ＝シャー軍はイヴァン・ドミトリエヴィチの軍団を四方から急襲し、油断しきっていたロシア兵はピャナ河に退却した。イヴァン・ドミトリエヴィチは、ピャナ河を渡るときに多くの使用人や戦士とともに溺死してしまった。残った者達もアラブ＝シャー軍に殲滅され、ルーシ諸侯国軍は壊滅的な被害を被った。その後、アラブ＝シャー率いる軍団はニジニ・ノヴゴロドに到達したため、住民は船で避難し、スーズダリ公ドミートリー・コンスタンチノヴィチはスーズダリに逃れ、ノヴゴロドは掠奪を受けた。
ピャナ河におけるアラブ＝シャーの勝利を知ったママイはルーシ諸公国軍を侮って屡々ルーシ方面に出兵するようになり、1378年のヴォジャ河畔の戦いと1380年のクリコヴォの戦いが引き起こされることとなる。